# Прядка

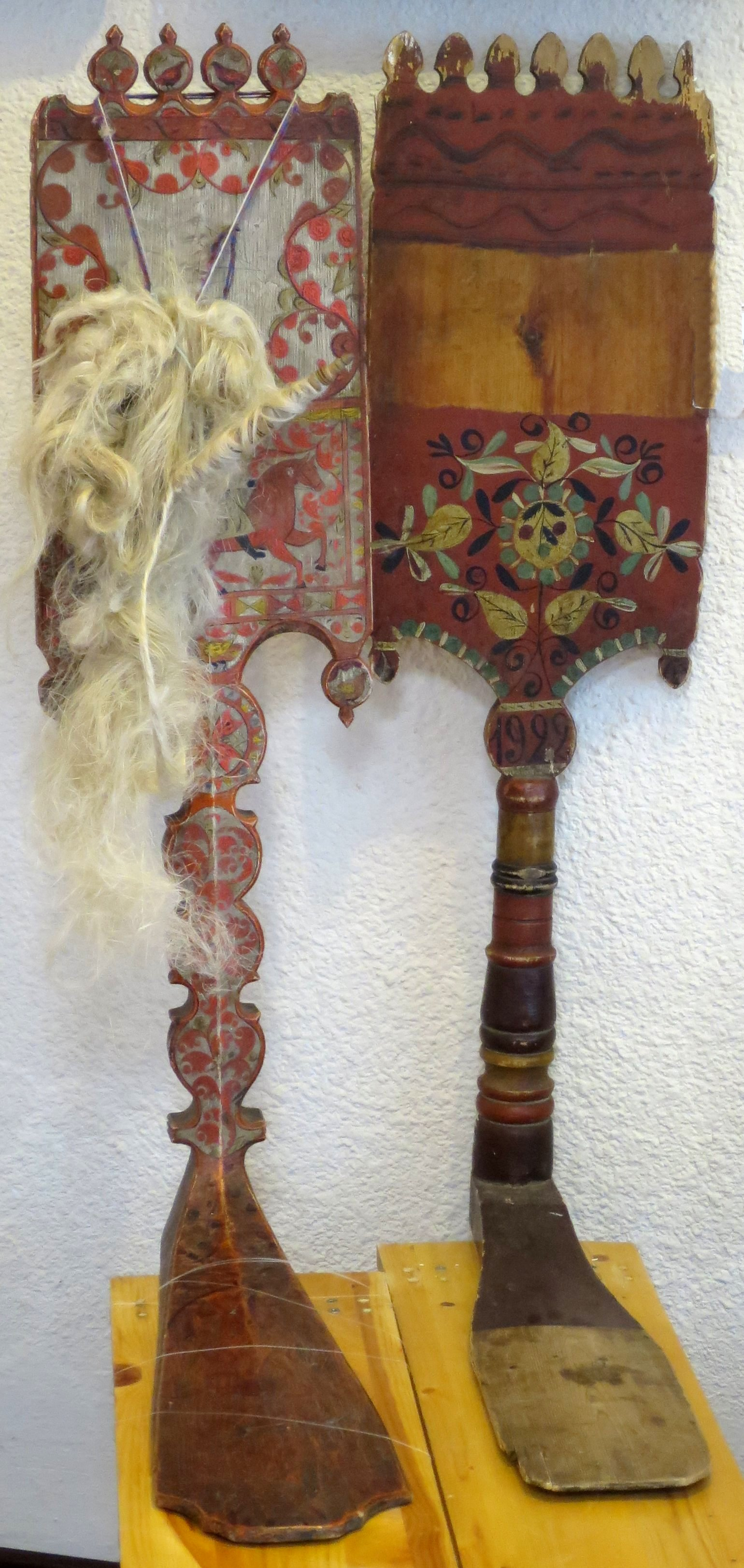
Ручні прядки, Росія, Архангельська губернія

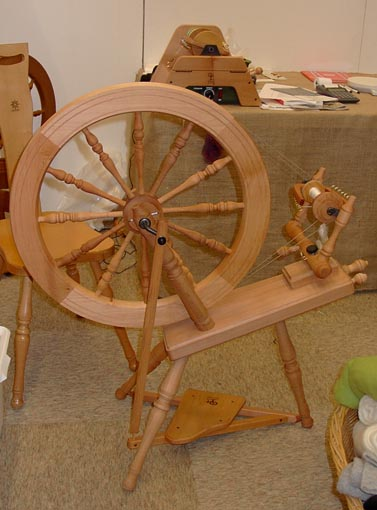
Найпоширеніший тип самопрядки

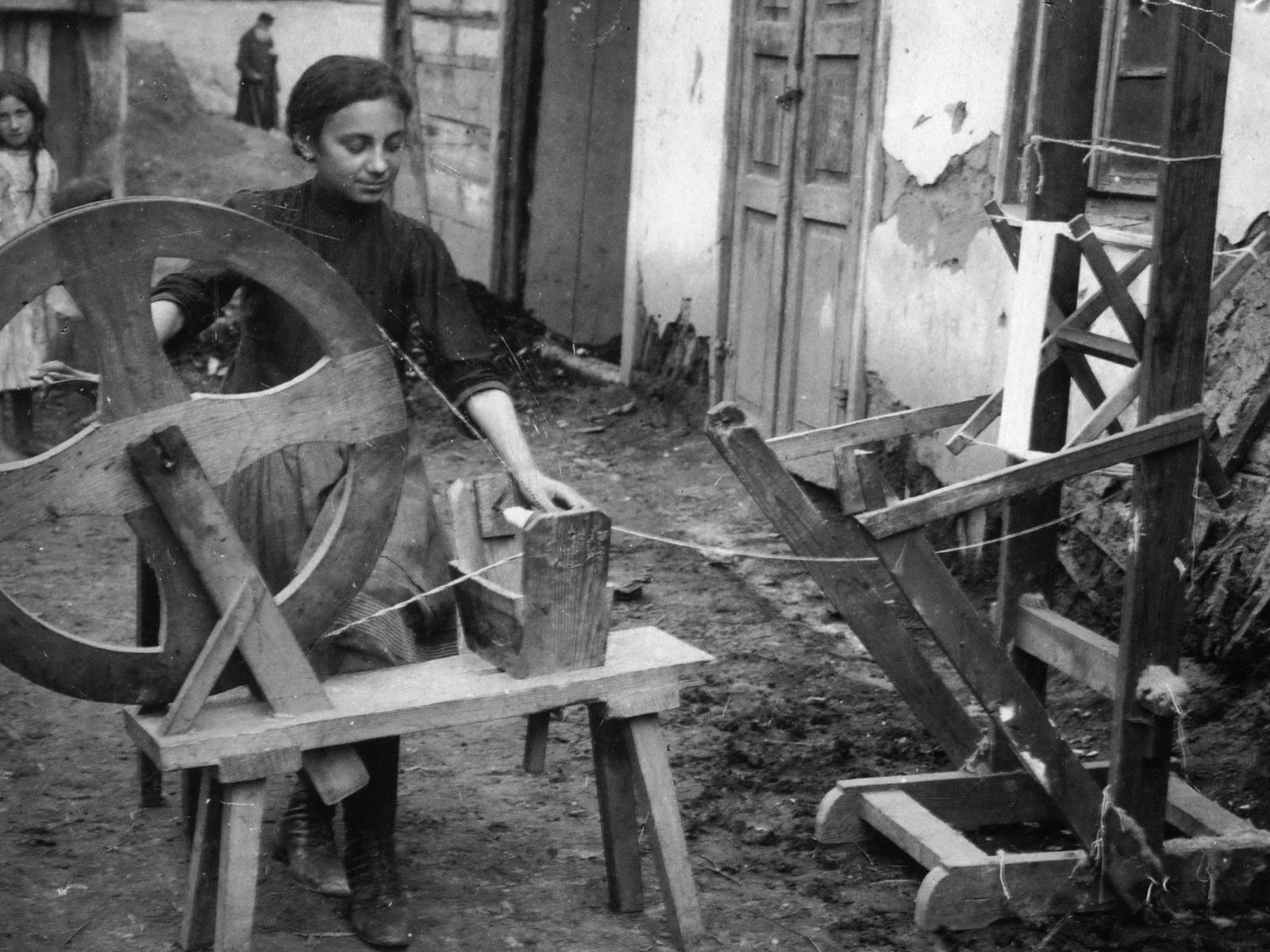
Соломон Юдовин. Прядильниця. Шепетівка.

Пря́дка — предмет народного побуту, знаряддя праці, на якому пряли нитки. За конструкцією виділяють ручні прядки і механічні (самопрядки).
У сучасних виробництвах прядки замінені прядильними машинами.

## Ручна прядка
Ручна прядка призначена для прядіння на веретено і складається з верхньої вертикальної частини — гребеня (кужівки, кужілки, пря́сниці, кужеля, кужелі) і нижньої горизонтальної підставки, де сидить пряха — днища (сідця́, пря́слиці, пря́сниці або присідки). У верхній частині виділяють такі деталі: держівно — нижня частина, кужівни́к — верхня, на яку надівають кужіль; між ними знаходиться дерев'яна каблучка — ко́чало. Прядку, особливо гребінь (кужівку, кужілку), часто прикрашали і розписували.
За конструкцією ручних прядок виділяють цільні (їх робили з кореня і стовбура берези або ялини) і складені (складалася з двох деталей — горизонтальної та вертикальної).
У Західній Європі був поширений більш простий варіант прядки — без підставки, тобто звичайна кужівка завдовжки 90 см (3 фути), яку пряха тримала затиснутою під лівою пахвою. Витягання пасма і зсукування пряжі проводилося лівою рукою, а правою оберталося веретено. У Болгарії найпоширенішими були кужівки, що застромлялися за пояс (болг. поясните хурки).
Існували й так звані «зап'ясткові кужівки» (англ. wrist-distaves). Вони являли собою шнур, складений затяжною петлею і надітий на зап'ясток лівої руки. Кінці шнура звисали донизу і утворювали китицю, кожна сталка якої могла прикрашатися намистиною. Кужіль чи рівниця обмотувалися навколо звисаючого кінця.

## Самопрядка
Самопрядка — прядка з автоматичним зсукуванням нитки і намотуванням пряжі на веретено. Частіше за все споряджається ножним приводом.

## У культурі

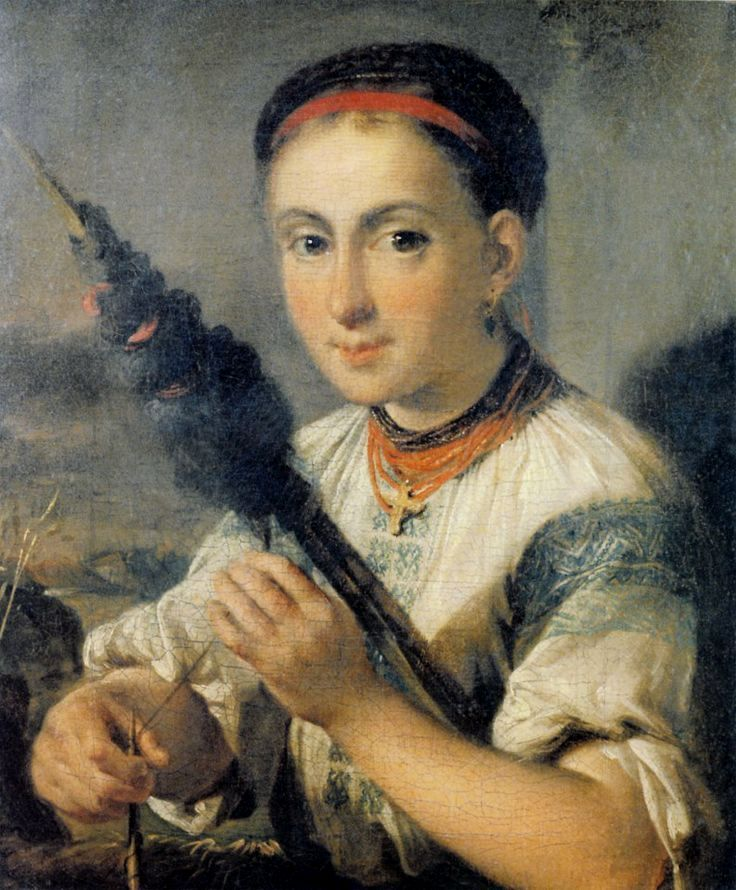
Кужівка з кужіллю на картині В. А. Тропініна «Дівчина з веретеном»

### Прислів'я, приказки
- Добра пряха й на скіпці напряде
- Сім днів пряла, та нічого не дістала
- Яка прядка, така і нитка
- На топку пряде — близький до смерті
- Треба прясти, щоб руб'ям не трясти

### Прядка і забобони

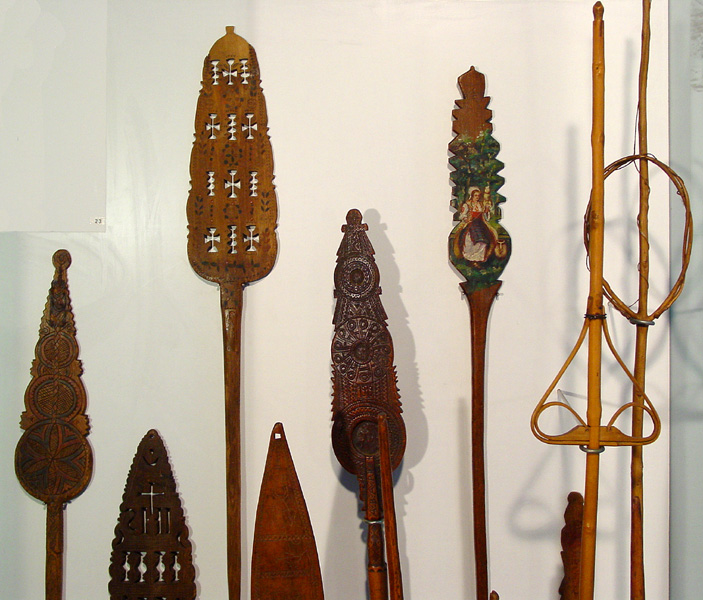
Ручні прядки в музею Воєводини, Сербія

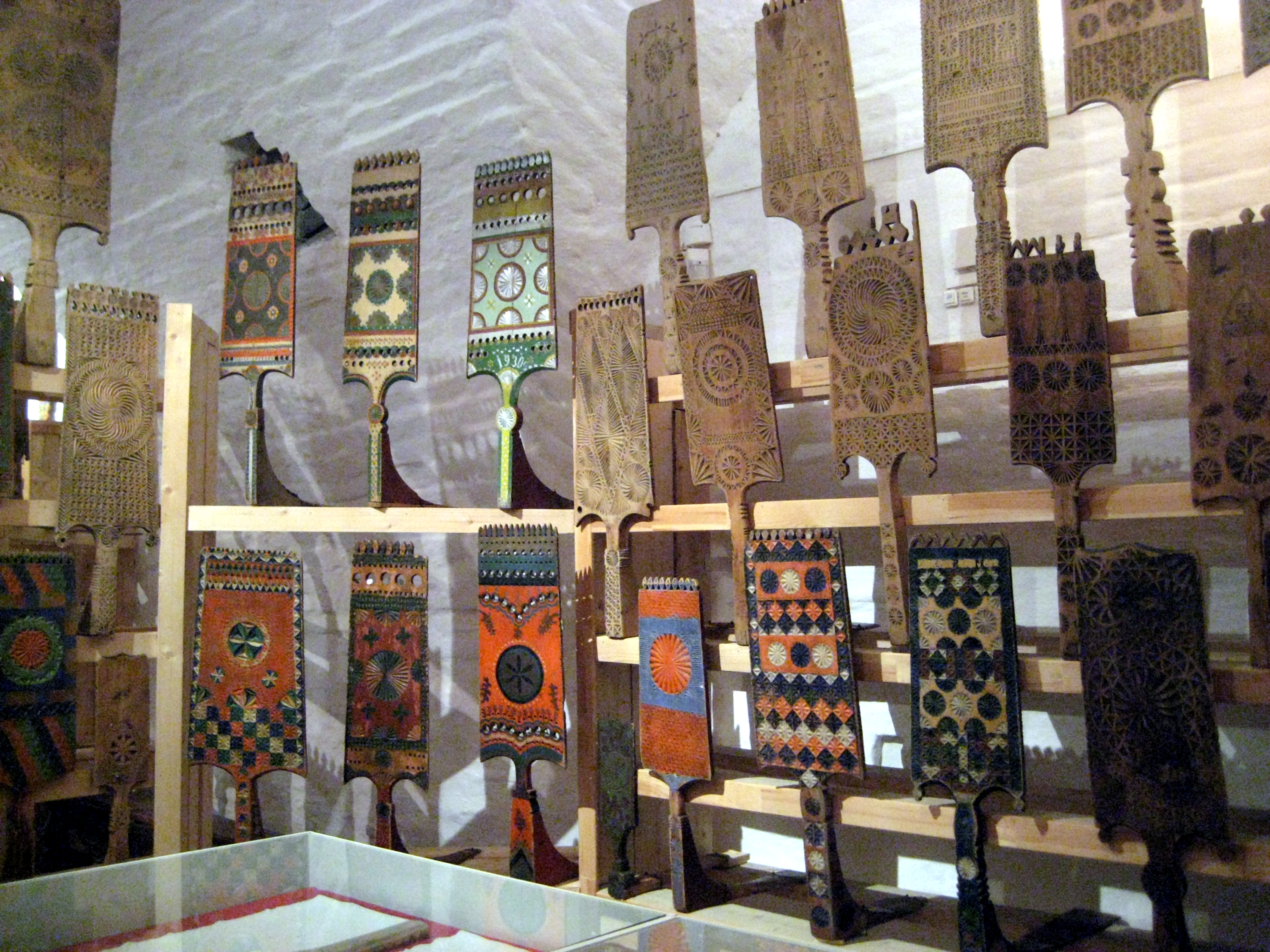
Прядки в музею народних промислів Ферапонтова монастиря

Прядка супроводжувала дівчину від народження до шлюбу. У східних слов'ян пуповину новонародженої дівчинки перерізали на прядці або веретені; через прядку передавали новонароджену хрещеній матері; клали прядку в колиску дівчинки. Особисту, підписану прядку не давали в борг, інакше, як вважалося, буде пожежа або загинуть бджоли. На Російській Півночі хлопець, який написав на прядці дівчини своє ім'я, зобов'язаний був на ній одружуватися. Зазвичай жених дарував дівчині нову, зроблену і прикрашену своїми руками прядку.
Прядіння тривало весь осінньо-зимовий період, перериваючись лише на різдвяні свята. В останній день Масниці жінки, святкуючи закінчення прядіння, каталися з крижаних гір на донцях прядок, при цьому вважалося, що чим далі вони проїдуть, тим довшим вродить льон, а та, яка впаде з прядки, не доживе до осені. У чехів в кінці масниці прядку, прикрашену стрічками, возили на возі по селу, а потім «продавали» в трактирі. На Різдво або на всі святки прядку і всі прядильні інструменти виносили на горище або в комору, щоб їх духи не заплювали.
У сербів на Різдво при відвідуванні худоби господиня приносила з собою прядку і трохи пряла, «щоб худоба не була голою». У Славонії першій відвідувачці дому на Різдво давали прядку, щоб вона трохи попряла заради врожаю льону. Таке ж значення мало прядіння молодої нареченої після першої шлюбної ночі: вона пряла на поданій їй свекрухою прядці, «щоб багато жити».
Прядіння також є функцією деяких міфологічних персонажів, а прядка виявляється пов'язаною з «тим світом». Дів долі — суджениць представляють трьома жінками з прядками, які прядуть або розмотують клубок з пряжею. За віруваннями східних слов'ян, нечиста сила (кікімора, домовик, русалка, нічниця та ін.) пряде тоді, коли прядка залишена на ніч (або на свято) з незакінченою кужіллю або без благословення. Сама прядка могла сприйматися як атрибут нечистої сили або її заступник. Дівчата вірили, що якщо не допрясти куделі напередодні Різдва, то прядка прийде за ними в церква при вінчанні, якщо залишити прядку з кужелем на ніч або на свята, то прядка буде переслідувати, лякати, танцювати поряд. Вірили, що, якщо вночі привидиться потвора з прядкою на лавці, бути в тій хаті небіжчику, якщо вдарити прядкою дівчину, то їй попадеться поганий чоловік або погані свекор зі свекрухою, а якщо вдарити прядкою дитину, то вона захворіє.
Прядка служила оберегом для дівчини. За уявленнями болгар, прядка охороняє дівчат і молодиць від любові змія, від злої зустрічі, зочення й причини. Тому дівчина, йдучи в поле на роботу, брала з собою прядку і по дорозі, особливо коли зустрічала багато людей, пряла. Після весілля дівер, який невідступно ходив з нареченою і охороняв її, дарував їй розписану прядку як оберіг. У росіян для лікування дітей від нічного плачу і від переляку клали під колиску хлопчикові сокиру, а дівчинці — прядку; щоб вилікувати безсоння у дівчинки, під сволок з примовляннями встромляли прядку з кужіллю або веретеном. Щоб тхір не шкодив курям, у болгар кидали на курник прядку з кужіллю.

### Символізм
- Ручна прядка стала символом Свадеші — економічної стратегії руху за незалежність Індії.
- Жінка з самопрядкою зображена на гербі й прапорі російського міста Іваново.

## Галерея

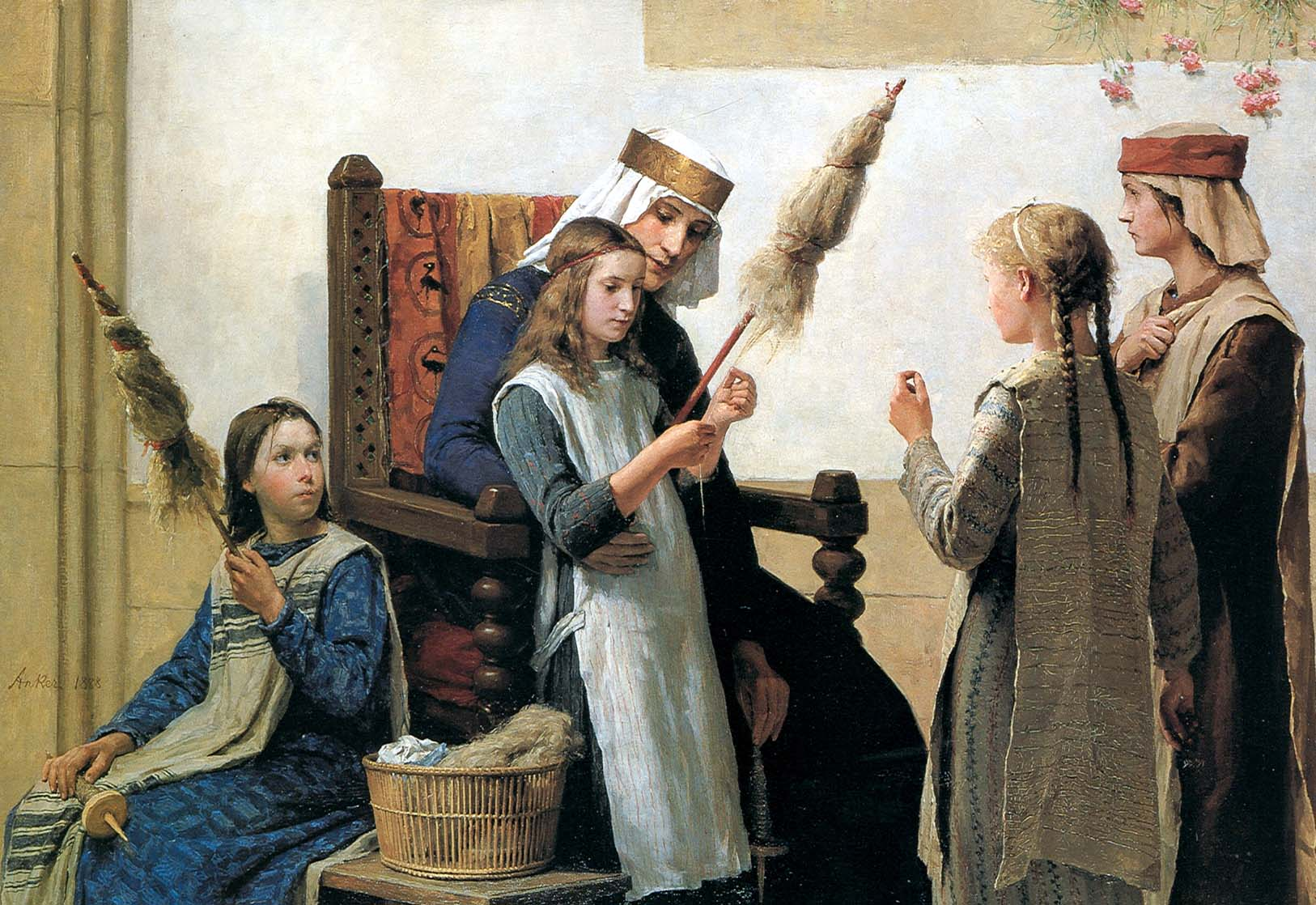
А. Анкер. Королева Берта і прялі, 1888 р.
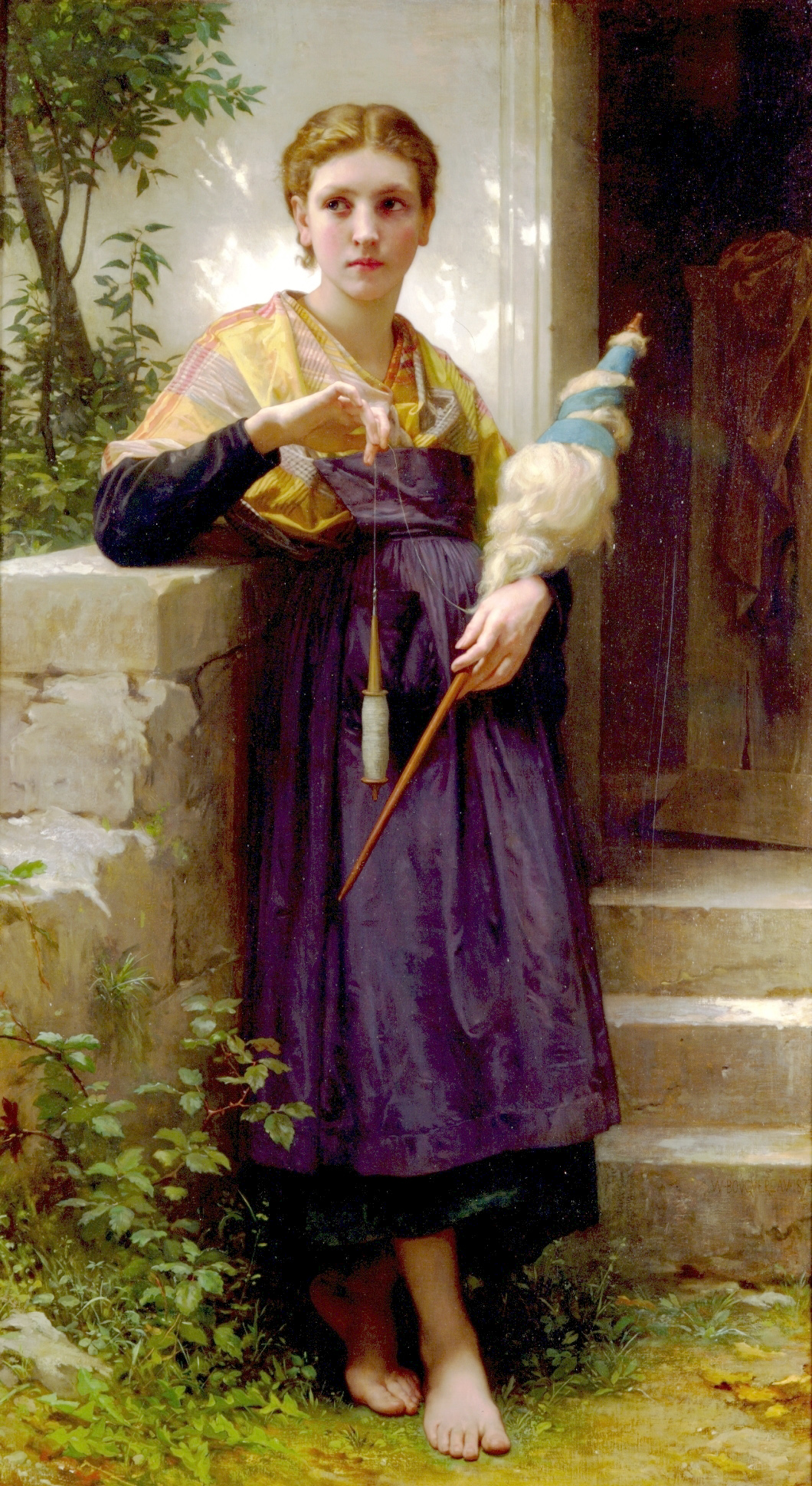
В. Бугро. Пряля
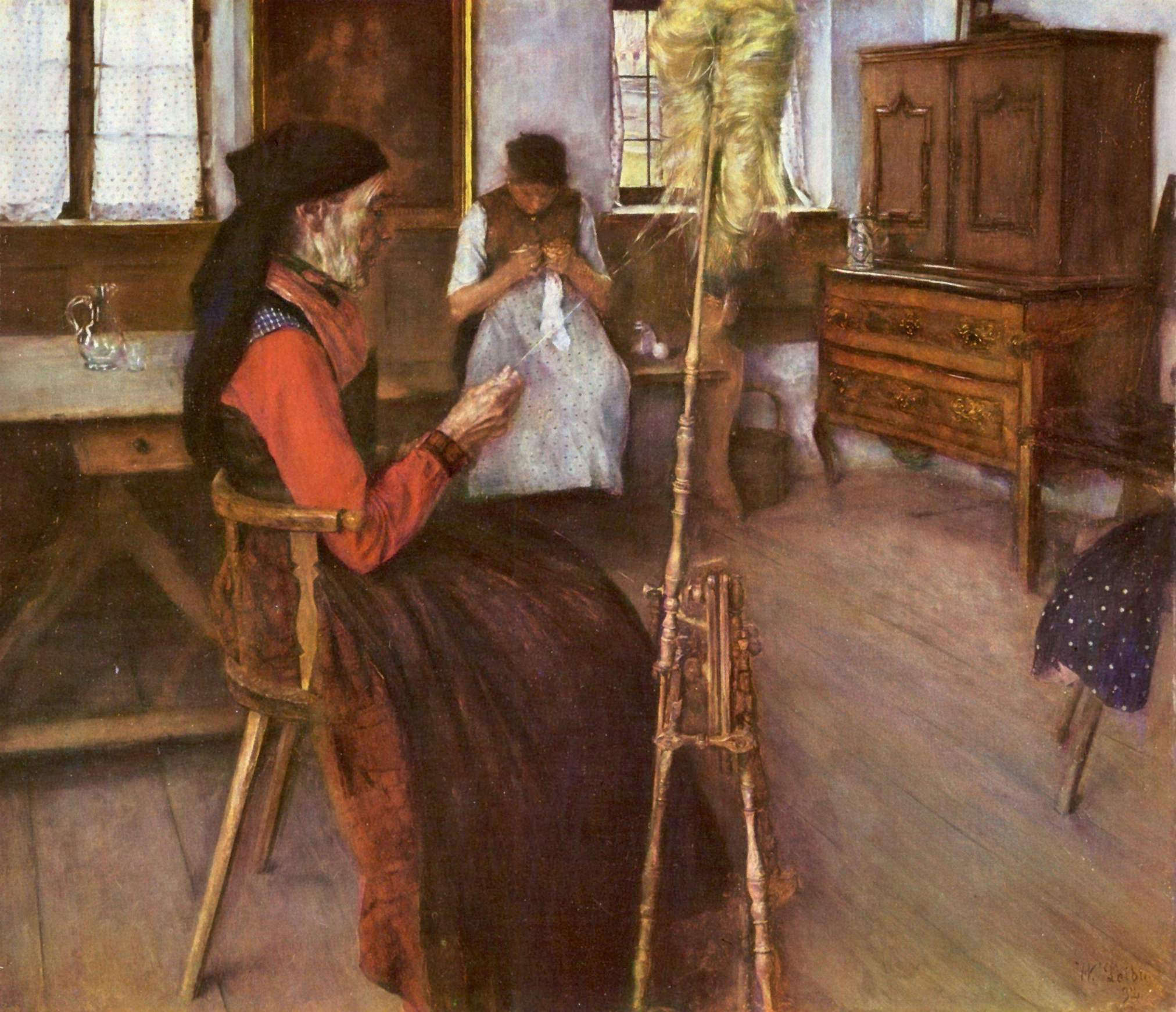
В. Лейбл. Пряля, 1892
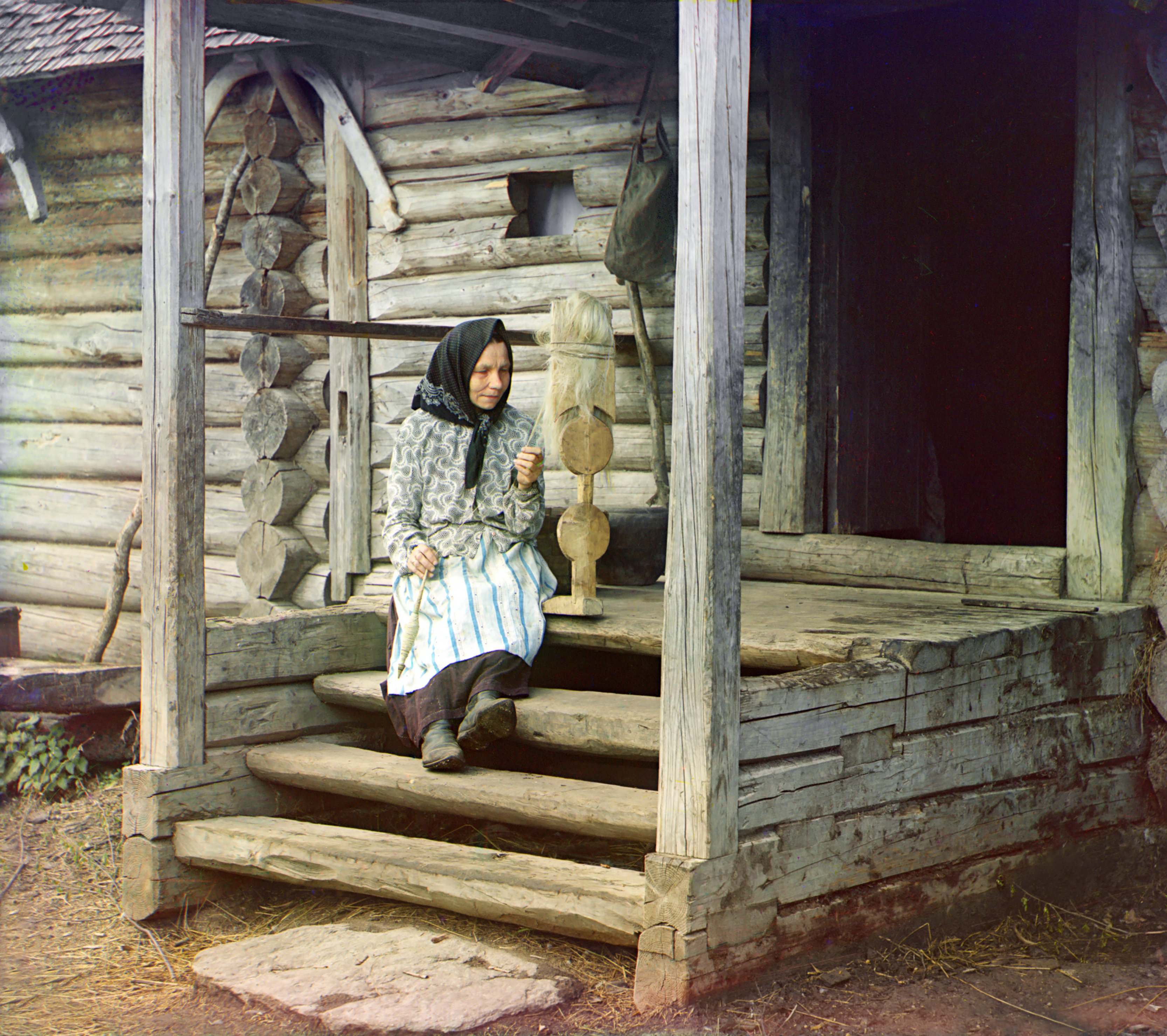
Селянка-пряля. Село Ізведово, Тверська губернія. Фото С. М. Прокудіна-Горського, 1910
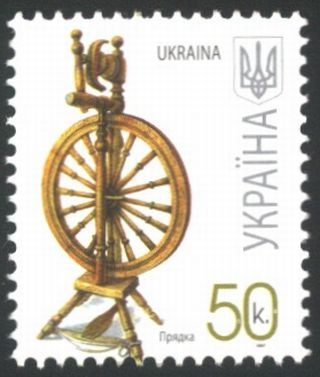
Поштова марка "Прядка, 50 к.", Пошта України, 2007 рік
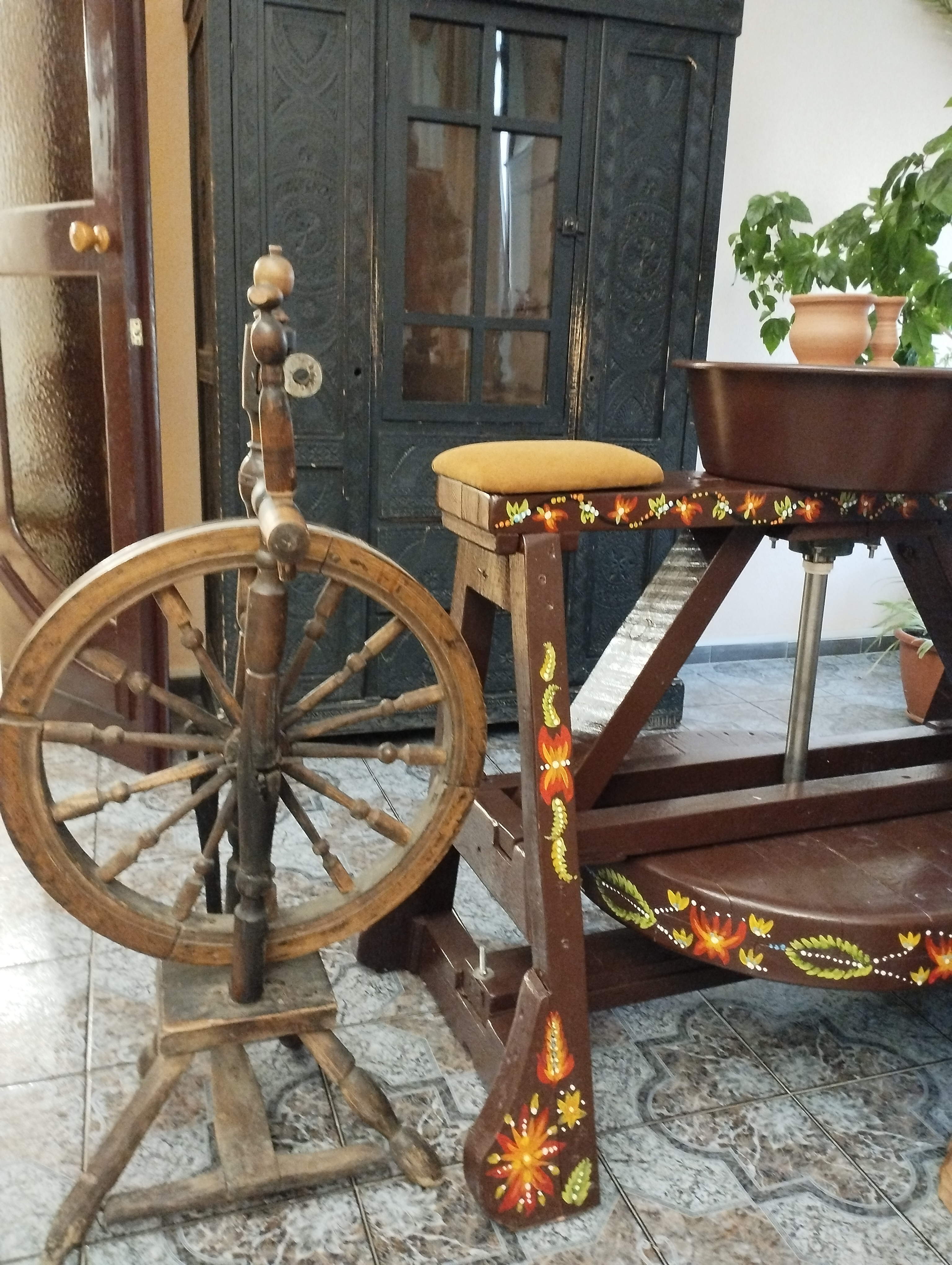
Прядка, Музей мистецтв Кіровоградської обласної ради